# Hermandad del Silencio (Salamanca)
La hermandad del Silencio es una cofradía que realiza su desfile procesional en la Semana Santa salmantina en la tarde del Sábado Santo desde el popular barrio de Pizarrales, siendo la cofradía de Salamanca que recorre mayor trayecto.

## Emblema
Sobre fondo negro se muestra una vela encendida en referencia al nombre de su titular inscrita en una corona de espinas roja.

## Historia

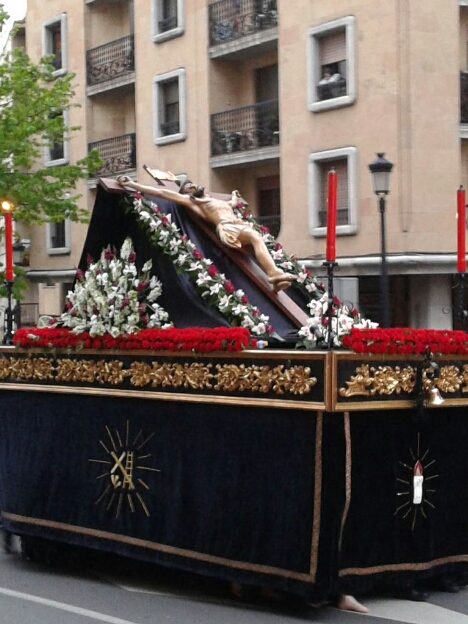
Paso del Stmo. Cristo de la Vela

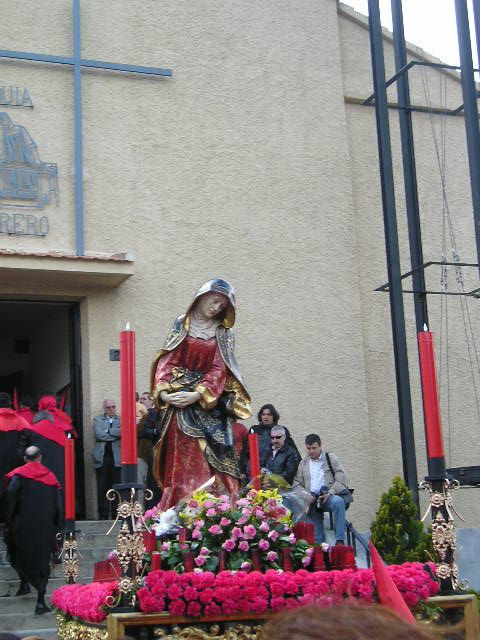
Paso de Ntra. Sra. del Silencio saliendo de la iglesia

Un grupo de amantes de la Semana Santa pensaron en la idea de fundar una nueva cofradía para la ciudad que desfilaría en la tarde del Sábado Santo. Así se redactaron sus estatutos, que fueron aprobados en Junta el 22 de agosto de 1985 y ratificados por el obispo D. Mauro Rubio el 2 de enero de 1986.
A partir de ese momento la cofradía empezó a buscar una imagen a la que poder dar culto. Se pensó en el Cristo de la Vela existente en la Iglesia de San Sebastián, pero su cesión resultó inviable debido al estado de conservación de la imagen, en la misma iglesia se encontraba el Cristo de la Paz, que ya desfiló con la desaparecida cofradía de los Excombatientes, pero su cesión fue denegada por el Cabildo a pesar de la disposición favorable del párroco. Se visitaron otras parroquias de la ciudad, sin producirse resultados favorables para la hermandad. A la parroquia del Carmen se solicitó el Cristo de la Zarza o del Amparo, que fue denegado aunque sí le cedieron las andas con las que había desfilado la hermandad del Amparo hasta 1969. La petición del crucificado de la parroquia del Dulce Nombre también fue infructuosa.
La cofradía supo de la existencia en la Parroquia de Jesús Obrero, en el barrio de Pizarrales, de un crucificado había llegado hasta allí desde el Colegio de las Josefinas Trinitarias debido a la remodelación de su capilla. En aquel momento el párroco estaba pensando en trasladarlo a otra parroquia de la provincia cuando se presentó ante él la cofradía. Explicado su proyecto la imagen fue cedida a la hermandad, que fijó su sede canónica en la parroquia. Al carecer la imagen de nombre se le llamó Cristo de la Vela, al ser el de la primera imagen en que se había fijado la hermandad para venerar.
Desde un principio el barrio se volcó con la nueva cofradía, estando fuertemente arraigada en la parroquia y barrio desde el momento de su fundación.
En 1990, debido al número de altas se incorporó la imagen de la Virgen del Silencio para ser cargada por mujeres. Dos años antes se había incluido un paso alegórico portado por niños, llamado La Palabra de Dios.
Como curiosidad destacar que entre 2005 y 2008 la cofradía no pudo realizar su recorrido completo hasta la Plaza Mayor teniendo que ser acortado o suspendida la procesión por la aparición de la lluvia cuatro años consecutivos.

## Pasos
- Cristo de la Vela. Crucificado indocumentado de principios del siglo XX procedente del Colegio de las Trinitarias, elaborado en escayola es posible que provenga de los talleres de imaginería de Olot. Desfila en plano inclinado sobre andas de carga interior.
- Ntra. Sra. del Silencio. Dolorosa de estilo castellano tallada en 1990 por Enrique Orejudo e incorporada al desfile un año después. Representa a María volviendo del Sepulcro con la mirada perdida y las manos entrelazadas y vacías. Para los colores de su vestimenta se han tomado los de la hermandad, siendo la túnica roja y el manto negro, ricamente estofados ambos. Es portada por turno de carga femenino sobre andas de carga interior.
- La Palabra de Dios. Biblia abierta tallada en madera por Enrique Orejudo en 1988. En la página de la izquierda se muestra la rica ilustración de un calvario y en la derecha el texto "Padre, en tus manos encomiendo mi espíritu". Es portada por niños de la hermandad sobre andas de carga exterior.

## Marchas dedicadas
- Silencio en tu barrio, dedicada al Cristo de la Vela, Miguel Ángel Font, 2025.[4]
- Capitana del Silencio, dedicada a Ntra. Sra. del Silencio, Carlos Javier Juanes Riesco, 2025.[4]

## Hábito
Los hermanos visten hábito negro ceñido con cíngulo rojo, escapulario negro con el emblema de la hermandad bordado y capirote rojo.